# Умбра (рід риб)
Умбра (Umbra) — рід риб з ряду щукоподібних (Esociformes). Ареал роду охоплює Європу (один вид) та Північну Америку (два види).

## Характеристика
Тіло вкрито крупною лускою (33-35 поперечних рядів). Рот маленький. На щелепах дрібні зуби. Бічна лінія відсутня. Хвостовий плавець закруглений. Анальний плавець дуже короткий, розташований під заднею частиною спинного.

## Види
Рід містить три види:

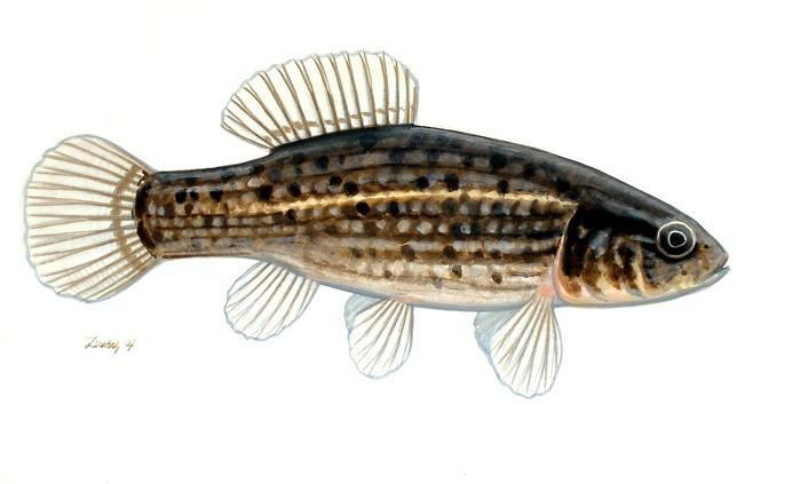
Умбра європейська (Umbra krameri).
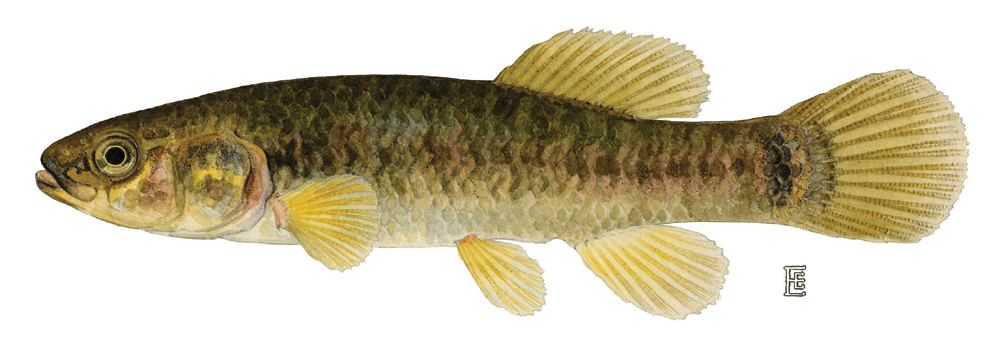
Умбра американська (Umbra limi).
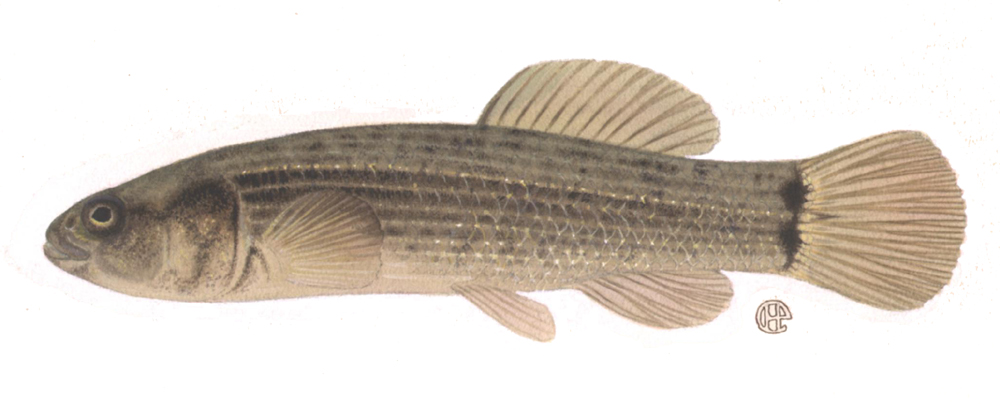
Умбра карликова (Umbra pygmaea).